# Micul meu ponei: Viață de ponei
Micul meu ponei: Viață de ponei (în engleză My Little Pony: Pony Life) este un serial de desene animate. A avut premiera originală pe 7 noiembrie 2020, iar în România a avut premiera pe Minimax pe 1 iunie 2021